# Karol Paciorek
Karol Marcin Paciorek (ur. 15 października 1986 w Limanowej) – polski twórca internetowy, dziennikarz, prezenter telewizyjny, fotograf.

## Życiorys

### Młodość i wykształcenie
Jest synem Stanisława i Czesławy Paciorków. W młodości występował jako gitarzysta i wokalista w konkursach muzycznych.
Ukończył I Liceum Ogólnokształcące im. Króla Kazimierza Wielkiego w Bochni, gdzie był uczniem klasy o profilu humanistycznym. Studiował pedagogikę w Akademii Ignatianium, następnie uczęszczał na studia porównawcze cywilizacji na Uniwersytecie Jagiellońskim. Pierwsze studia porzucił po dwóch, a drugie po trzech latach.

### Kariera
W 2010 zaczął publikować treści na YouTube. Pierwszą produkcją z udziałem Paciorka był program o fotografii pt. 35 milimetrów. 21 odcinków programu ukazało się od maja do września 2010, ostatni, 22. odcinek miał premierę w czerwcu 2013.
W lutym 2011 rozpoczął wraz z Włodkiem Markowiczem produkcję programu Lekko Stronniczy. Kanał był jedną z pierwszych regularnych polskich produkcji na serwisie YouTube – nowy odcinek publikowany był od poniedziałku do piątku o godz. 18:00 (z drobnymi wyjątkami, wynikającymi między innymi ze Świąt Bożego Narodzenia czy żałoby po katastrofie pod Szczekocinami). Wraz z początkiem produkcji programu, Paciorek i Markowicz zdecydowali, że nagrają i opublikują 1000 odcinków serii. Konwencja programu opiera się na komentowaniu bieżących wydarzeń z kraju i świata na podstawie artykułów prasowych, głównie humorystycznych, w sposób komediowy i satyryczny – ze szczególnym uwzględnieniem Radosława Kotarskiego. Dzięki popularności programu prowadzący brali udział w reklamach. Od września 2011 do lutego 2012 tworzyli kanał „Tytus i Tymon”, realizowany we współpracy z Akademią PWN, a od listopada 2011 do marca 2012 – kanał Polska Dokumentalna. Od stycznia do czerwca 2013 realizowali też codzienny program radiowy na żywo „Co tak wcześnie?”.
W 2014 duet wygrał międzynarodowy konkurs na klip do piosenki Clean Bandit i wystąpił w teledysku brytyjskiego zespołu, a także wydał książkę pt. „Lekko stronniczy – jeszcze więcej”, będącą zbiorem ich luźnych rozmów oraz prywatnych felietonów. Jako duet angażowali się także charytatywnie. W latach 2011–2014 odbyły się cztery edycje „Lekko Stronniczej Akcji”, które miały na celu wsparcie finansowe wybranego domu dziecka. Podczas ostatniej edycji wraz z Radosławem Kotarskim i Tytusem Hołdysem nagrali utwór „Znak”, z którym doszli do pierwszego miejsca na liście utworów w serwisie iTunes. Tysięczny odcinek ich programu został nagrany podczas transmitowanego na żywo na kanale Lekko Stronniczy spotkania z udziałem publiczności w klubie „Chwila” 3 stycznia 2015 i opublikowany jako osobny film dzień później.
Po emisji 1000. odcinka prowadzący podzielili się kanałami w mediach społecznościowych, wskutek czego Paciorek przejął kanał programu na YouTube, który po pojawieniu się filmu związanego z konkursem Clean Bandit zmienił nazwę na „Karol Paciorek”. W marcu 2015 opublikował pierwszy odcinek autorskiego programu „Kto Wie Ten Wie”, który początkowo miał być komentarzem do aktualnych spraw, jednak z biegiem czasu skupił się na tematach popularnonaukowych oraz wywiadach. W ramach programu pojawiła się też seria wywiadów. Jesienią 2015 prowadził cykl związany z wykluczeniem cyfrowym seniorów dla programu porannego TVP2 Pytanie na śniadanie. Dzięki zawiązanej w 2016 współpracy Paciorka z Polskim Centrum Pomocy Międzynarodowej, organizacją pozarządową wspierającą zagraniczne społeczności, publikował materiały dokumentalne z inicjatyw PCPM. Na kanale pojawiały się również relacje z jego podróży. Ostatni materiał z serii „Kto Wie Ten Wie” pojawił się na kanale w sierpniu 2017, po czym nastąpiła na nim wielomiesięczna przerwa w publikacji.
W styczniu 2017 na antenie telewizji HGTV Karol Paciorek zaczął współprowadzić z Anną Jażdżyk program Musisz to mieć. Wyemitowano cztery serie programu. Jesienią 2017 poprowadził pierwszy sezon programu Europa na weekend na antenie Travel Channel, a w grudniu uruchomił kanał na YouTube o nazwie „Nienasyceni”, który tworzył z Pauliną Lis. W ramach kanału testowali różnego rodzaju produkty i usługi, lecz od lipca 2019 roku konto pozostaje nieaktywne.
W semestrze letnim roku akademickiego 2017/2018 wykładał na warszawskim Collegium Civitas przedmiot „Moje wideo w sieci”.
W marcu 2018 opublikował ostatni film na kanale „Karol Paciorek”, informując o zakończeniu jego działalności, oraz zaprosił na nowy kanał o nazwie „Imponderabilia”. Początkowo publikował na nim filmy poruszające różnorodne tematy, po czym w sierpniu 2018 umieścił pierwszy wywiad, który przeprowadził z Tomaszem Działowym. Rozmowy z osobami publicznymi o kontrowersyjnych poglądach, wyparły z kanału inny materiał i obecnie ukazują się na kanale regularnie, a wśród rozmówców Paciorka znaleźli się m.in. Krzysztof Gonciarz, Anita Werner, Patryk Vega, Paulina Mikuła, Remigiusz Mróz, Zuzanna Rudzińska-Bluszcz, Cezary Pazura, Agnieszka Holland, Marcin Prokop, Anna Dymna, Ralph Kaminski, Tomasz Kammel, Tomasz Terlikowski, czy Adam Szustak. Przed wyborami prezydenckimi w 2020 Paciorek przeprowadził rozmowy z sześcioma kandydatami na urząd prezydenta (wszystkimi, którzy w sondażach oraz późniejszych wyborach zdobyli ponad dwa procent głosów, w tym zwycięzcą Andrzejem Dudą). Wywiady są również dostępne na platformach podcastowych. Na tych platformach dostępny jest również wydawany nieregularnie od maja 2020 podcast filmowy pt. „Woda w nożu”, który Paciorek prowadzi z Adamem Malczakiem i Wojciechem Engelkingiem.
5 sierpnia 2019 Paciorek i Markowicz zmienili nazwę konta „Karol Paciorek” z powrotem na „Lekko Stronniczy” i umieścili na nim 1001. odcinek programu, następne publikując od poniedziałku do piątku o godzinie 18. W 2023, w związku z emisją 2000. odcinka nastąpiła przerwa wakacyjna.
W 2021 roku razem z Red Lipstick Monster i innymi influencerami wystąpił w kampanii społecznej banku ING „Porozmawiajmy o pieniądzach”.

## Życie prywatne
Jest wegetarianinem. W sierpniu 2011 poślubił Karolinę, z wykształcenia architektkę, która wydaje wraz z Mają Jaworowską e-booki z wegańskimi przepisami.